# Friedebert Tuglas
Friedebert Tuglas, geboren als Friedebert Mihkelson (Ahja, 2 maart 1886 - Tallinn, 15 april 1971), was een Estse schrijver en criticus. 

## Biografie
Tuglas werd geboren in Ahja als zoon van een timmerman en studeerde aan het Hugo Treffner Gymnasium van 1904 tot 1905. Na gevangenisstraf voor revolutionaire activiteiten ging hij in ballingschap in 1906, waarbij hij in Finland, Duitsland, België, Zwitserland en Frankrijk woonde, voordat hij in Estland terugkeerde in de periode van de februarirevolutie van 1917.
Zijn bekendste kortverhaal is "Popi ja Huhuu". Hij was lid van de literaire groep Siuru en leider van de Estse literaire groep Noor-Eesti in het begin van de 20e eeuw. Hij was een van de oprichters van de Estse Schrijversbond en diende als voorzitter in 1922, 1925-1927 en 1937-1939.
Tuglas kreeg in 1946 de titel Volkschrijver van de Estische Socialistische Sovjetrepubliek toegekend. In hetzelfde jaar werd hij verkozen tot corresponderend lid van de Sovjet-Estse Academie van Wetenschappen. Hij raakte echter in ongenade, werd officieel op de zwarte lijst geplaatst, beroofd van zijn burgerrechten en uitgesloten van lidmaatschap in alle instellingen, waaronder de Schrijversbond, waaruit hij in 1950 werd verbannen.
Tuglas overleed in 1971 op 85-jarige leeftijd in Tallinn, kort nadat hij zijn memoires had voltooid. In hetzelfde jaar werd een museum ter herdenking van zijn leven geopend in Tallinn. Er werd ook een kortverhaalprijs ter herdenking van Tuglas opgericht in 1971.